# Justas Paleckis

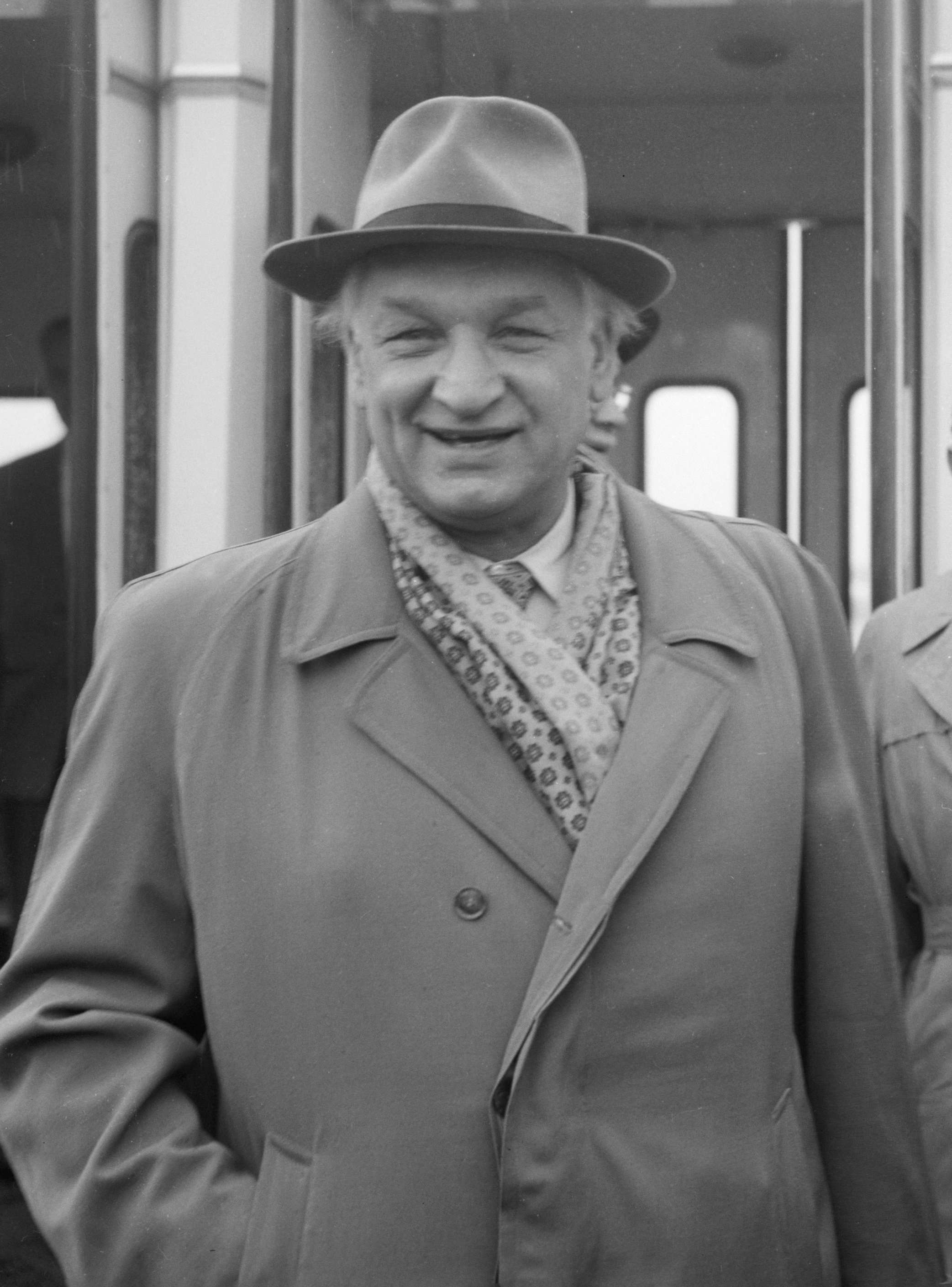
Justas Paleckis (1961)

Justas Paleckis (* 10. Januarjul. / 22. Januar 1899greg. in Telšiai; † 26. Januar 1980 in Vilnius) war ein sowjetlitauischer Politiker, Erster Vorsitzender des Obersten Sowjets von 1940 bis 1967.

## Leben
Als politisch an der UdSSR orientierte öffentliche Person wurde Paleckis unter sowjetischem Druck am 17. Juni 1940 als Vorsitzender der litauischen Volksregierung und amtierender Präsident proklamiert, während Antanas Merkys das Präsidentenamt der Republik Litauen abtreten musste, das er erst zwei Tage zuvor vom Diktator Antanas Smetona übertragen bekommen hatte.
Am 25. August wandelte er zum Vorsitzenden des Präsidiums des Obersten Sowjets (Regierung) der LSSR, den er bis zum 14. April 1967 innehatte.
Paleckis trug als Kollaborateur bei, dass die Sowjetunion nach der Okkupation Litauens ihre Macht auf dem Territorium mittels aus Moskau gesteuerter Organe durchsetzen konnte und bekämpfte die unter Smetona aufgebauten, am italienischen Faschismus orientierten Strukturen der litauischen Gesellschaft.
Während der Jahre des sowjetischen Besatzungsregimes in Litauen äußerte sich Paleckis als liberaler Kommunist: Er widersprach oft den alten Kommunisten und reagierte sensibler als andere auf die Russifizierung Litauens, die Verbreitung des primitiven Internationalismus und die Verfolgung der Intelligenzija und Dissidenten.
Sein Sohn Justas Vincas Paleckis war Mitglied des Europäischen Parlaments und ein aktiver Pro-Europäer.

## Werke
- Paleckis, Justas: W dwuch mirach. Autobiografie, russisch. Moskau, 1974. (deutsch: In zwei Welten – aus der litauischen Dorfschmiede in den Moskauer Kreml. Berlin : Verlag der Nation, 1976.)